# Fiat S76 Record
Fiat S76, cunoscut ulterior și sub denumirea de Fiat 300 HP Record și supranumit „Bestia din Torino”, a fost un automobil construit în 1910 de compania italiană Fiat, special pentru a doborî recordul mondial de viteză pe uscat, deținut în acei ani de Blitzen Benz. Motorul său cu o cilindree de 28.353 cm³ dezvolta 290 CP. Au fost construite doar două exemplare.

## Specificații tehnice
Fiat S76 era echipat cu un motor cu 4 cilindri în linie, având o cilindree de 28.353 cm³ (28,35 l) (190 mm x 250 mm), care dezvolta 290 CP (220 kW) la 1.400 rpm. Motorul era dotat cu 4 supape (3 supape în versiunea destinată dirijabilelor), sistem de pornire cu bobină vibratorie, două bujii per cilindru (trei bujii în versiunea pentru dirijabile) și un sistem de aprindere cu magnetou de înaltă tensiune BOSCH, tip DR4/4. Sistemul de răcire al motorului utiliza apă. Transmisia folosea un lanț pentru tracțiunea finală, iar suspensia axelor era rigidă, cu arcuri cu foi atât pe puntea față, cât și pe puntea spate, ambele fiind echipate cu tiranți longitudinali. Cutia de viteze avea 4 trepte, plus marșarier.
Designul radiatorului acestui prototip a fost reutilizat de Fiat pentru modelele de serie ulterioare.

## Istorie
Primul exemplar S76 a fost construit în 1910 și păstrat de Fiat. Testat de Felice Nazzaro, acesta a descris automobilul de 1.900 kg, drept „incontrolabil”. Al doilea exemplar S76 a fost vândut în 1911 prințului rus Boris Soukhanov, care l-a angajat pe Pietro Bordino pentru a pilota automobilul pe circuitul Brooklands din Weybridge, Surrey, Anglia. Cu toate acestea, Bordino a refuzat să depășească viteza de 145 km/h. Ulterior, mașina a fost condusă pe plaja Saltburn Sands, lângă Redcar & Cleveland, Anglia, unde a atins o viteză de 187 km/h. 
În decembrie 1913, Soukhanov l-a angajat pe pilotul belgian Arthur Duray pentru o tentativă de record mondial de viteză la Ostende, Belgia. Duray a reușit să atingă o viteză de 213 km/h, însă nu a reușit să finalizeze cursa dus-întors în intervalul de timp permis, ceea ce a împiedicat omologarea recordului. Cu toate acestea, „Bestia din Torino” a fost recunoscută neoficial drept cea mai rapidă mașină din lume la acea vreme.

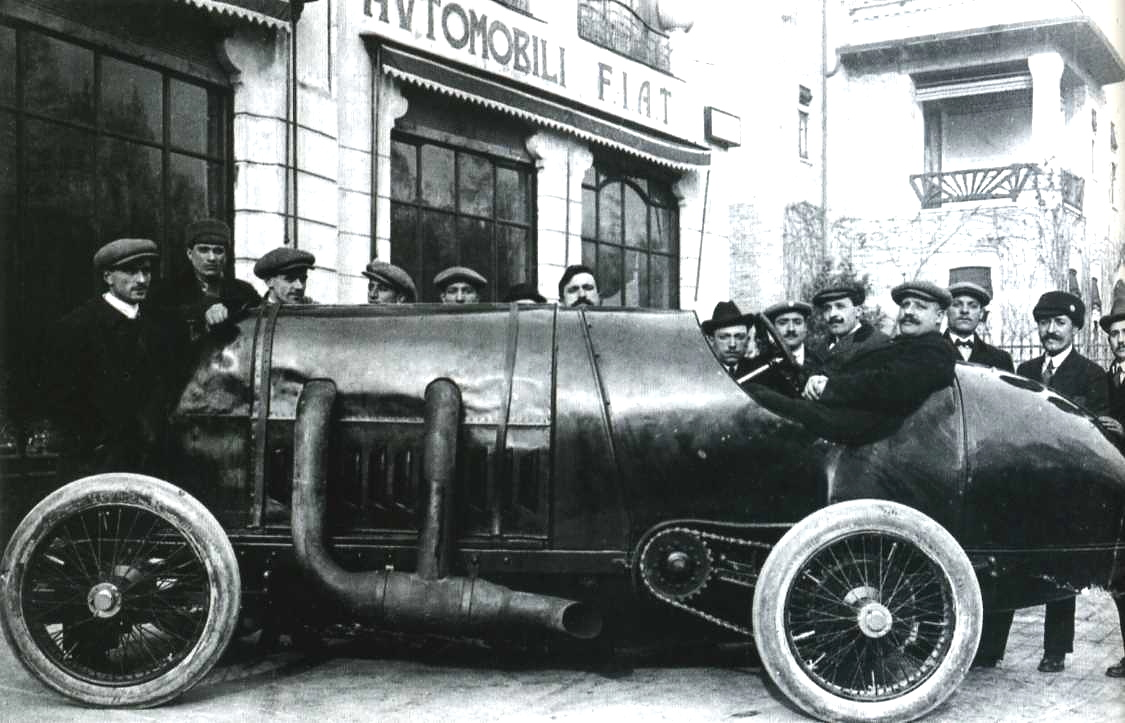
Fiat S76 Record Nr. 2, în fața fabricii Fiat, Torino, 1911

După Primul Război Mondial, primul exemplar S76 a fost demontat de Fiat la sfârșitul anului 1919. Automobilul deținut de Soukhanov, rămas fără motor, a ajuns în Australia, unde a fost reconstruit și echipat cu un motor Stutz. Cariera automobilului S76 s-a încheiat în anii 1920, în urma unui accident la Armadale, în timpul unor teste pentru o cursă către coastă, detaliile acestui eveniment fiind însă subiect de dezbateri.
După construirea celor două motoare pentru automobile din 1910 și 1911, FIAT a produs motoare similare pentru dirijabile între 1912 și 1913. Aceste motoare erau echipate cu 3 supape (două de evacuare și una de admisie) și 3 bujii (comparativ cu 2 la motorul de automobil). Ultimul motor de acest tip, din cele 6 fabricate, se află în prezent în colecția Capetti a Politecnico di Torino.

### Restaurare
Duncan Pittaway a achiziționat un șasiu Fiat din perioada edwardiană și l-a transportat în Regatul Unit. După ce a obținut, în circumstanțe neclare, motorul supraviețuitor al modelului S76 de la mașina soră, Pittaway a început procesul de restaurare a modelului S76. Trei componente majore ale mașinii au fost recreate de la zero, inclusiv cutia de viteze cu transmisie pe lanț dublu, caroseria și radiatorul. Aceste piese au fost refăcute utilizând desene originale Fiat și fotografii de epocă.
În noiembrie 2014, Pittaway și echipa sa au reușit să repună în funcțiune motorul S76. Leonardo Sordi, consultant al Forțelor Aeriene Italiene și expert în mecanică și magnetouri istorice, a construit un sistem complet de aprindere (inclusiv bujii), un set complet de rulmenți ai motorului (bucșe din metal alb) și a recondiționat carcasa originală a motorului nr. 2, aliniind suporturile de banc deformate în peste 100 de ani. Restaurarea a fost finalizată în 2015, iar „Bestia din Torino” a fost prezentată și condusă pentru prima dată în aproape un secol, la Goodwood Festival of Speed, desfășurat între 23 și 26 iunie 2015.
De atunci, automobilul a fost expus și a concurat la competiția Chateau Impney Hill Climb în perioada 11–12 iulie 2015 și la Prescott Speed Hill Climb în mai 2016.
În 2019, autoritățile italiene au deschis o anchetă, constatând că motorul S76 montat pe „Bestia din Torino” fusese inițial păstrat în „Colecția Antonio Capetti” a Politecnico di Torino. Motorul fusese împrumutat domnului Pittaway pentru cercetare și restaurare, însă „Colecția” a descoperit, după câțiva ani, că motorul fusese returnat cu un bloc replică nefuncțional.